# Fimbristylis prabatensis
Fimbristylis prabatensis är en halvgräsart som beskrevs av David Alan Simpson. Fimbristylis prabatensis ingår i släktet Fimbristylis och familjen halvgräs. Inga underarter finns listade i Catalogue of Life.